# Christian de Duve
Christian René, viscount de Duve, belgijski citolog, biokemik in akademik, nobelovec, * 2. oktober 1917, Thames Ditton, Surrey, Anglija, † 4. maj 2013, Nethen, Belgija.
De Duve je leta 1974 skupaj z Albertom Claudejem in Georgeom Paladejem prejel Nobelovo nagrado za fiziologijo ali medicino za odkritja na področju strukturne in funkcionalne organizacije celice.

## Življenje in delo
Rodil se je v kraju Thames Ditton blizu Londona v družini belgijsko-nemškega porekla, ki se je med prvo svetovno vojno zatekla v Anglijo. Leta 1920 so se vrnili v Antwerpen, kjer je pri jezuitih obiskoval osnovno in srednjo šolo, nato pa je vpisal študij medicine na Katoliški univerzi v Louvainu in diplomiral leta 1941. Že kot dodiplomski študent je začel z znanstvenim delom v fiziološkem laboratoriju profesorja Bouckaerta. Po diplomi je nadaljeval študij na isti univerzi. Takrat je izbruhnila druga svetovna vojna, med katero je bil kratek čas v vojski in nato ujet, a je uspel pobegniti in se vrniti v Leuven. Ker je imel zaradi neorganiziranosti študija med vojno dovolj časa, je vzporedno vpisal še magistrski študij kemije in opravljal klinično prakso. Že prej je opustil misel na zdravniško kariero in se povsem posvetil raziskavam insulina. Doktoriral je leta 1945 s tezo o glukozi, insulinu in sladkorni bolezni ter leto kasneje s pridobitvijo magistrskega naziva zaključil še študij kemije. Potem je odšel na usposabljanje iz biokemije h Hugu Theorellu na Nobelov medicinski inštitut v Stockholmu ter kasneje še h Carlu in Gerty Cori na Washingtonovo univerzo v ZDA, kjer je delal s še enim bodočim nobelovcem, Earlom Sutherlandom.
Po vrnitvi v domovino je postal predavatelj in leta 1951 redni profesor na matični univerzi. Leta 1962 je pričel predavati tudi na Rockefellerjevem inštitutu (danes Univerza Rockefeller) in je od takrat posvečal približno enako časa delovanju v obeh državah. Na obeh ustanovah je vodil tudi raziskovalni skupini.
Sprva je bilo njegovo raziskovalno delo usmerjeno skoraj izključno v razjasnjevanje mehanizma delovanja insulina. Dokazal je, da so mesto njegovega delovanja jetra (do takrat je bilo razširjeno mnenje, da deluje periferno v mišicah). Hkrati je odkril, da glukagon, ki mu takrat niso pripisovali posebne pomembnosti v presnovi ogljikovih hidratov in je veljal samo za nečistočo v proizvodnji insulina, povzroča hiperglikemijo – torej je tudi sam hormon, z obratnim učinkom kot insulin. Ameriško farmacevtsko podjetje Eli Lilly & Co., ki mu je na ta način pomagal izboljšati produkt, je de Duveju po tistem finančno podprlo vzpostavitev laboratorija v Louvainu. V teh letih se je ukvarjal s presnovo na celični ravni. S citološkimi tehnikami je preučeval razporeditev encimov v jetrnih celicah, ko sta njegovo pozornost pritegnili dve fosfatazi (ena od njih, glukoza-6-fosfataza, je ključna v procesu glukoneogeneze). Ugotovil je, da sta v celicah prisotni v do takrat neznanih celičnih organelih, lizosomu in peroksisomu, ter se popolnoma preusmeril v preučevanje vloge teh novih organelov v celični presnovi. Mikroskopija je bila tisti čas za opazovanje tako majhnih struktur neuporabna, zato je uporabil in v sodelovanju s študentom Jacquesom Berthetom razvil tehniko frakcionacije s centrifugiranjem, ki jo je pred tem uvedel Albert Claude. Na ta način je lahko ločil organele, ki so ga zanimali, od preostanka celice, in dokazoval prisotnost encimov v njih. Svoj prvotni cilj – razjasnitev mehanizma delovanja insulina – je tako povsem opustil.
Leta 1975 je v Bruslju ustanovil Inštitut za celično in molekularno patologijo (ICP) ter prevzel njegovo vodenje. V drugi polovici 1980. let je prenehal z aktivnim poučevanjem in postal častni profesor na obeh univerzah, nadaljeval pa je z raziskovalnim delom. Leta 1991 je sestopil tudi z mesta predsednika ICP, v katerem danes deluje okrog 270 znanstvenikov, ostal pa je v upravnem odboru kot ustanovitelj. V zadnjih dveh desetletjih življenja se je ukvarjal z vprašanjem nastanka življenja in evolucije evkariotov, med drugim kot zagovornik endosimbiotske teorije nastanka organelov.
Pred koncem življenja ga je pestilo več zdravstvenih težav, vključno z rakom, zato se je odločil za evtanazijo, saj ni želel biti v breme bližnjim. Postopek, ki je bil v tem času v Belgiji legalen, sta izvedla zdravnika na njegovem domu v Nethenu.

## Dela
Poleg številnih člankov in drugih znanstvenih del je napisal več strokovnih monografij. Kot monografija je leta 1945 izšla že njegova doktorska disertacija z naslovom Glucose, Insuline et Diabète. Poleg te je bil med drugim avtor ali soavtor naslednjih del:
- A Guided Tour of the Living Cell (1984) ISBN 0-7167-5002-3
- Blueprint for a Cell: the nature and origin of life (1991) ISBN 0-89278-410-5
- Vital Dust: life as a cosmic imperative  (1996) ISBN 0-465-09045-1
- Life Evolving: molecules, mind, and meaning (2002) ISBN 0-19-515605-6
- Singularities: landmarks on the pathways of life (2005) ISBN 978-0-521-84195-5
- La cellule vivante, une visite guidée, Pour la Science (1987) ISBN 978-2-902918-52-2
- Construire une cellule, Dunod (1990) ISBN 978-2-7296-0181-2
- Poussière de vie, Fayard (1995) ISBN 978-2-213-59560-3
- Oberflächen-Lexikon, Drw Verlag (2003) ISBN 978-3-87181-338-2
- À l’écoute du vivant, éditions Odile Jacob, Paris (2002) ISBN 2-7381-1166-1.
- Singularités: Jalons sur les chemins de la vie, éditions Odile Jacob (2005) ISBN 978-2-7381-1621-5
- Science et quête de sens, Presses de la Renaissance (2005) ISBN 978-2-7509-0125-7
- Génétique du péché originel. Le poids du passé sur l’avenir de la vie, éditions Odile Jacob (2009) ISBN 978-2-7381-2218-6

## Priznanja
Za odkritje novih celičnih organelov in raziskave njune vloge v celici je Christian de Duve leta 1974 prejel Nobelovo nagrado za fiziologijo ali medicino. Poleg tega je bil sprejet za člana več akademskih ustanov, med njimi Francoske akademije znanosti, Nemške akademije znanosti Leopoldina, Papeške akademije znanosti in tujega člana britanske Kraljeve družbe.